# (4949) Akasofu
(4949) Akasofu est un astéroïde de la ceinture principale.

## Description
(4949) Akasofu est un astéroïde de la ceinture principale. Il fut découvert le 29 novembre 1988 à Chiyoda par Takuo Kojima. Il présente une orbite caractérisée par un demi-grand axe de 2,27 UA, une excentricité de 0,17 et une inclinaison de 4,8° par rapport à l'écliptique.
Il a été nommé en l'honneur du géophysicien et spécialiste de la magnétosphère Syun-Ichi Akasofu.

## Compléments